# Jiulong Jiang
Der Jiulong Jiang (chinesisch 九龙江, Pinyin Jiǔlóng Jiang – „Neun-Drachen-Fluss“), auch Zhangzhou-Fluss (chinesisch 漳州河, Pinyin Zhāngzhōu Hé) ist ein Fluss in der südostchinesischen Provinz Fujian. Nach dem Min Jiang ist er der zweitgrößte Fluss der Provinz.
Der Jiulong-Fluss hat eine Länge von 285 Kilometern und ein Einflussgebiet von 14.751 Quadratkilometern. Er entspringt in der zentralen Bergkette von Fujian. Er hat mit dem Bei Xi und dem Xi Xi zwei bedeutende Nebenflüsse. Auf seinem Weg zum Meer durchfließt er die Orte Longyan, Zhangping, Hua’an und Zhangzhou. Seine Mündung in die Taiwan-Straße befindet sich zwischen Longhai und Xiamen. Sein Einzugsgebiet liegt fast zur Gänze oberhalb der Ebene von Zhangzhou.
An der Messstelle am Bei Xi des Jiulong Jiang bei Punan flossen im Jahresdurchschnitt 260 Kubikmeter Wasser pro Sekunde ab. Der bisher größte Wert wurde 1975 mit 440 Kubikmetern pro Sekunde, der niedrigste Wert im Jahre 1963 mit 161 Kubikmetern pro Sekunde ermittelt. Drei Viertel des Wassers fließt in den Frühlings- und Sommermonaten ab. Im Juni fließen 21,7 % der gesamten Jahresmenge durch die Messstelle, im Januar hingegen 2,6 %.